# Karl Heinrich Leussler
Karl Heinrich Leussler (* 1792 in Müllheim; † 26. Februar 1838 in Freiburg im Breisgau) war ein badischer Verwaltungsjurist.

## Leben
Leussler studierte ab 1809 Rechtswissenschaften an der Universität Heidelberg und wurde dort 1810 Mitstifter des Corps Suevia Heidelberg. 1813 trat er als Rechtspraktikant in den badischen Verwaltungsdienst ein und wurde 1819 Amtsassessor in Durlach. 1823 wurde Leussler zum Amtmann in Schopfheim bestellt und in gleicher Funktion 1826 in seine Heimatstadt Müllheim versetzt. Hier wurde er 1832 zum Oberamtmann befördert und trat 1837 in den vorzeitigen Ruhestand.